# Liste der Biografien/Yaw
Liste der Biografien |
Portal Biografien |
Personensuche
# |
A |
B |
C |
D |
E |
F |
G |
H |
I |
J |
K |
L |
M |
N |
O |
P |
Q |
R |
S |
T |
U |
V |
W |
X |
Y |
Z |
?
 
Ya |
Yb |
Yc |
Yd |
Ye |
Yf |
Yg |
Yh |
Yi |
Yk |
Yl |
Ym |
Yn |
Yo |
Yp |
Yr |
Ys |
Yt |
Yu |
Yv |
Yw |
Yx |
Yz
 
Yaa |
Yab |
Yac |
Yad |
Yae |
Yaf |
Yag |
Yah |
Yai |
Yaj |
Yak |
Yal |
Yam |
Yan |
Yao |
Yap |
Yaq |
Yar |
Yas |
Yat |
Yau |
Yav |
Yaw |
Yax |
Yay |
Yaz
Die Liste der Biografien führt alle Personen auf, die in der deutschsprachigen Wikipedia einen Artikel haben. Dieses ist eine Teilliste mit 10 Einträgen von Personen, deren Namen mit den Buchstaben „Yaw“ beginnt.

## Yaw
- Yaw Afoakwa, John (* 1955), ghanaischer Geistlicher, römisch-katholischer Bischof von Obuasi
- Yaw, Bruce (1946–2019), amerikanischer Fusionmusiker
- Yaw, Joachim (* 1973), ghanaischer Fußballspieler

### Yawa
- Yawa, Xolile (* 1962), südafrikanischer Langstreckenläufer
- Yawahab, Malek (* 1983), thailändischer Fußballspieler
- Yawalapiti, Aritana (1949–2020), brasilianischer Kazike der Yawalapiti und der Xingu-Indianer im brasilianischen Mato Grosso
- Yawata, Ichirō (1902–1987), japanischer Archäologe

### Yawe
- Yaweh, Tyla (* 1995), amerikanischer Sänger und Rapper

### Yawn
- Yawney, Trent (* 1965), kanadischer Eishockeyspieler und -trainer

### Yaws
- Yawson, Janet (* 1957), ghanaische Weitspringerin